# Березин, Яков Давыдович
Яков Давыдович Березин (9 [21] июля 1890, село Рышканы, Белецкий уезд, Бессарабская губерния, Российская империя — 1 июля 1957, Москва, СССР) — российский революционер, чекист, позже инженер-энергетик и строитель.

## Биография
Яков Давыдович Березин родился 21 июля 1890 года в селе Рышканы Белецкого уезда Бессарабской губернии (теперь город Рышканы, районный центр Рышканского района Республики Молдова) в семье русского мелкого землевладельца Березина Давыда Борисовича. Мать Павлина Иосифовна, дочь еврейского богатого купца.
После окончания в Подольской губернии ремесленного и коммерческого училищ работал бухгалтером на бумажной фабрике в посёлке Единцы Хотинского уезда Бессарабии, где организовал революционный кружок рабочих. Помимо идиша, владел древнееврейским, французским, немецким и румынским языками. В 1917 году Березина Я. Д. избрали председателем волостного, затем уездного Совета. В июле 1917 года партийная организация 16-го армейского корпуса 8-й армии приняла Березина в РСДРП.
В декабре 1917 года Березин, как председатель уездного Совета, был арестован комиссаром временного уездного правительства при помощи украинских националистов. Вместе с двумя арестованными красноармейцами организовал побег. Некоторое время скрывался до прихода мортирного дивизиона 16-го армейского корпуса 8-й армии, поддержавшего большевиков.
В январе 1918 года Березина избрали товарищем (заместителем) председателя ЦИК Советов Бессарабии (Румчерод нового созыва). Он формировал молдавские вооруженные полки, которые составили основу Красной гвардии в Бессарабии, воевавшей с румынскими войсками. Потерпев военное поражение от румын, ЦИК Бессарабии реорганизовал Красную гвардию в партизанское движение для продолжения вооруженной борьбы с румынами, немцами и гайдамаками. В бою Березин получил тяжелое ранение и был эвакуирован в Москву.
После выписки из госпиталя ЦК РКП(б) направил Березина в ВЧК, где он два месяца стажировался дежурным помощником секретаря Московской ЧК. В конце января 1919 года Ф. Э. Дзержинский назначил Березина секретарем и членом коллегии Московской ЧК. На него возлагались функции второго заместителя председателя Московской ЧК Дзержинского, совмещавшего эти обязанности с должностью председателя ВЧК.
В 1919—1920 годах Березин — организатор и участник многих операций по борьбе с бандитизмом в Москве и Московской губернии. Хорошо организованные и слаженные действия заместителя председателя Московской ЧК В. Н. Манцева, Я. Д. Березина и руководителя Особой ударной группы по борьбе с бандитизмом Ф. Я. Мартынова обеспечили ликвидацию крупных уголовных банд, терроризировавших население, в том числе банды Яшки Кошелькова, ограбившей В. И. Ленина в Сокольниках, угнавшей его служебный автомобиль и расстрелявшей 16 постовых милиционеров.
Одна из боевых операций, в которой участвовал Березин, проведена в конце 1919 года. 25 сентября контрреволюционеры бросили бомбу в здание МК РКП(б), когда там проходило собрание партийного актива столицы. От взрыва погибли 12 человек, в том числе секретарь МК В. М. Загорский. Многие были ранены. Для ликвидации штаба террористов на даче в пригородном поселке Красково выехал отряд чекистов, в составе которого был Березин. Ночью чекисты окружили дачу, началась перестрелка, затем сильный взрыв разнес здание в щепы. Фанатично настроенные анархисты сами подорвали себя и свой штаб, не желая сдаваться чекистам.
В ноябре 1920 года Березин назначен управляющим делами особых отделов Южного и Юго-Западного фронтов и исполняющим обязанности начальника особого отдела Юго-Западного фронта, где он служил до сентября 1921 года. По возвращении с фронта Березин назначен помощником, фактическим заместителем управляющего делами ВЧК. Здесь он проделал важную работу по организации курсов подготовки сотрудников ВЧК, от которых ведет начало Академия ФСБ Российской Федерации. В дополнение к обязанностям помощника управделами Дзержинский в августе 1921 года назначил Березина сотрудником для выполнения особых поручений при Председателе ВЧК.
В этом же году Березин получил дополнительное назначение. Дзержинский уже как нарком путей сообщения РСФСР выдвинул его на должность председателя правления промышленного объединения «Трестпуть», в состав которого входили механические, чугунолитейные и напилочные заводы НКПС. Дополнительно он был назначен помощником (заместителем) управляющего делами НКПС, начальником отдела местного хозяйства центральных учреждений НКПС и председателем правления товарищества по заготовке материалов и топлива «Трансмосторг».
Работа Березина в НКПС получила высокую оценку. Дзержинский 17 декабря 1922 года в речи на торжественном собрании по случаю 5-й годовщины ВЧК—ГПУ сказал:
И сейчас многих из нас, бывших чекистов, советская власть и партия поставила на хозяйственное поприще... Известен многим сотрудникам ГПУ наш администратор тов. Березин — ныне председатель правления Трестпути. Это тот самый Трестпуть, который сегодня вручил как шеф Знамя нашему доблестному Первому полку.
На торжествах Дзержинский объявил решение Коллегии ГПУ о присвоении Березину звания «Почётный работник ВЧК-ГПУ» (номер 28).
Вскоре после этого Березин назначен начальником административно-организационной части постпредства ГПУ по Юго-Востоку России в Ростове-на-Дону. Но уже в ноябре 1923 года отозван в Москву и утвержден в должности помощника (заместителя) начальника административно-организационного управления ОГПУ.
9 августа 1924 года коллегия ОГПУ откомандировала Березина в распоряжение ВСНХ, где он сначала был особоуполномоченным при председателе и секретарем партийной ячейки. С 1926 года на долгие годы уходит в работу в энергетике. В 1930 году окончил Московский электромашиностроительный институт, получив диплом электромонтажного инженера. В 1927—1930 годах работал в ВСНХ заведующим общим отделом Главэлектро, членом правления Энергоцентра. В 1931—1935 годах был управляющим Донэнерго в Харькове, управляющим Уралэнерго в Свердловске, директором Челябинской ГРЭС. В конце 1935 года Березина отозвали из Челябинска и назначили управляющим Эмбанефтью в городе Гурьеве (теперь город Атырау Республики Казахстан). Затем его перевели в Москву, где в 1937—1939 годах он работал начальником строительства высоковольтных электроподстанций.
1 августа 1939 года Березин назначен начальником строительства Семёновской ТЭЦ в Москве и в ночь с 4 на 5 августа арестован. Санкцию на арест дал первый секретарь МК и МГК ВКП(б) А. С. Щербаков, по представлению заместителя наркома НКВД СССР В. Н. Меркулова. Арестом руководил начальник управления НКВД СССР по МО П. Н. Кубаткин. Березину было предъявлено обвинение по ст. 58 п. 7 в руководстве контрреволюционной троцкистской вредительской организацией, существовавшей в энергетической промышленности Советского Союза, и проведении подрывной и вербовочной деятельности. Кроме этого, заместитель начальника следственной части ГУГБ НКВД СССР А. А. Эсаулов угрожал Березину предъявлением дополнительного обвинения в покушении на В. И. Ленина в 1919 году и склонял к даче компрометирующих показаний на известного чекиста М. С. Кедрова, который в это время также находился под арестом.
Несмотря на допросы с пристрастием Эсаулова и начальника следственной части УНКВД г. Москвы Флягина, Березин отказался оговорить себя и М. С. Кедрова. 21 января 1940 года заместитель начальника управления НКВД г. Москвы Брезгин утвердил постановление:
Дело в отношении Березина Якова Давыдовича по обвинению его в преступлениях, предусмотренных ст. 17-58 п. 8.9 и 58 п. 7, 11 УК РСФСР за недостаточностью улик, согласно ст. 204 п. «б» УК РСФСР - прекратить и сдать в архив; Березина Я. Д. из-под стражи освободить.
В 1940—1941 годах Березин — управляющий трестом «Электрострой» в Москве. С началом Великой Отечественной войны назначен начальником строительства оборонного завода № 287 наркомата авиапромышленности СССР во Владимире. В 1942 году он начальник по восстановлению Сталиногорской ГРЭС в Московской области и член правительственной комиссии по восстановлению энергетических объектов. В апреле 1942 года Комитет Обороны города Сталиногорска утвердил Березина начальником строительства оборонных рубежей участка Тульского полуобвода. Строительство было завершено досрочно и принято комиссией штаба Московской зоны обороны с оценкой «отлично».
С 1943 года Березин — управляющий трестом «Мосэнергомонтаж». В 1951-1952 годах директор Перловского опытного завода Министерства электростанций СССР. С 1953 года персональный пенсионер союзного значения. Умер Я. Д. Березин 1 июля 1957 года от паралича простреленного легкого. Урна с прахом захоронена в колумбарии на Донском кладбище.

## Семья
- Жена — Александра Ильинична Фатеева (1904—1989), судебный юрист, государственная служащая, партийный работник, персональный пенсионер союзного значения.
  - Дочь — Майя Яковлевна Березина (1935—2006), инженер-экономист, государственная служащая.
  - Сын — Феликс Яковлевич Березин (1938), инженер-строитель, писатель и публицист, Заслуженный экономист РСФСР, Почётный строитель России, Почётный строитель Москвы, выдающийся руководитель по организации строительно-восстановительных работ после разрушительных землетрясений и экстремальных ситуаций.
  - Дочь — Надежда Яковлевна Буракова (1939—1996), техник-испытатель по приборам, государственная служащая.

## Награды
- Орден Ленина (1935)
- Знак «Почётный работник ВЧК-ГПУ" (1922, №28 и 1932, №1388)
- Почётное боевое оружие "МАУЗЕР" (1927)
- Именные золотые часы (1919).